# Stoke, Kent
Stoke är en civil parish i grevskapet Kent i sydöstra England. Den ligger i enhetskommunen Medway på halvön Hoo, och utgörs av byarna Lower Stoke, Middle Stoke samt Upper Stoke. Civil parishen hade 1 079 invånare vid folkräkningen år 2021.